# 云柱行动
云柱行动（希伯來語：‎，羅馬化：ʿAṁẇd ʿÅnån），又称防务之柱行动，为以色列国防军于2012年11月14日开始在加沙地带展开的军事行动，以报复此前哈马斯方面对以色列南部城镇的袭击。11月14日，哈马斯武装领导人艾哈迈德·贾巴里被以军击毙。11月21日，以色列总理本雅明·内塔尼亚胡宣布，云柱行动于当日结束。

## 起因

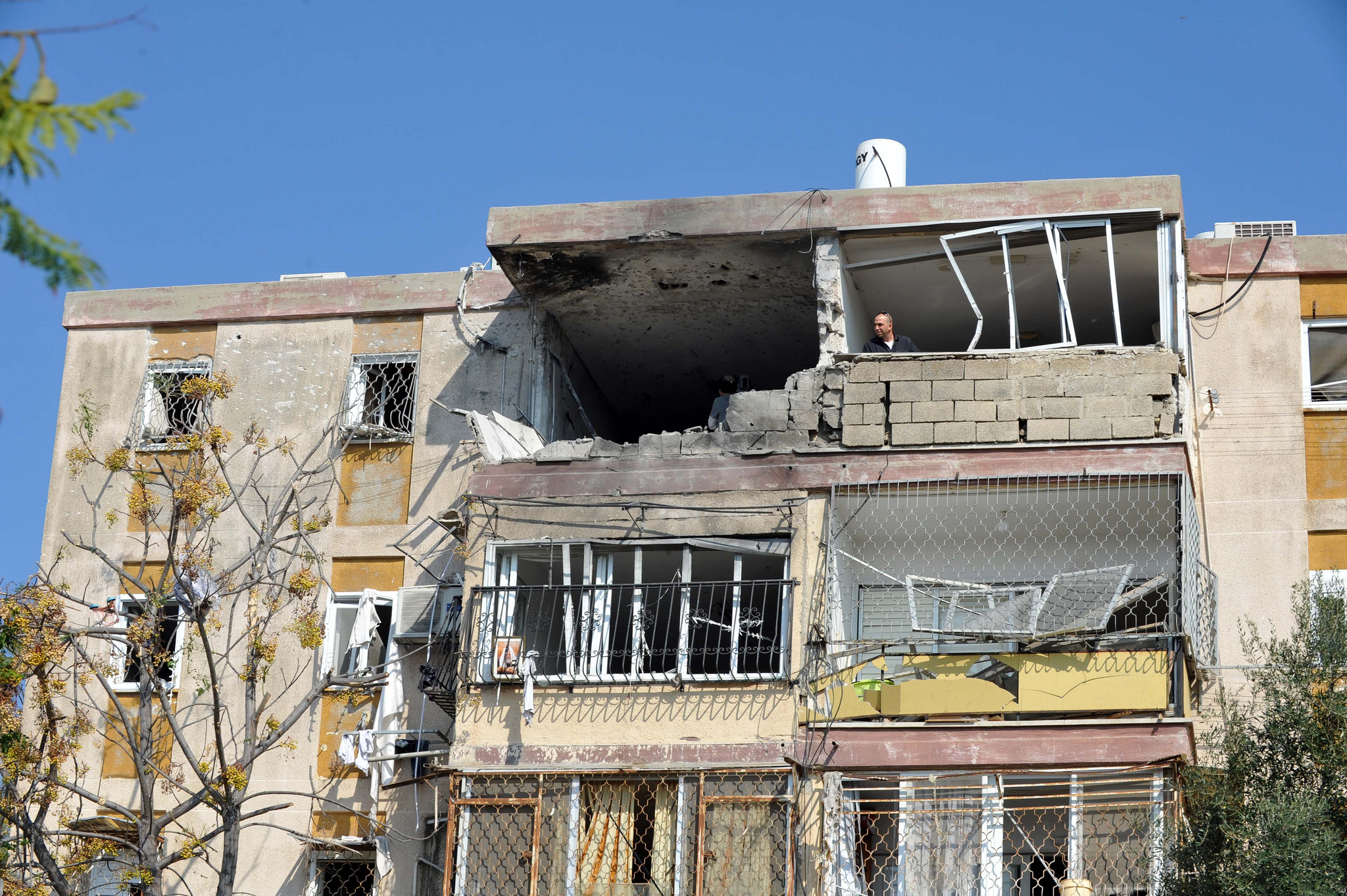
遭受袭击的以色列建筑

从11月10日起，哈马斯陆续向以色列南部地带发射了150多枚火箭弹。在造成以方伤亡的同时，也严重影响了以色列居民的正常生活。13日，以色列总理内塔尼亚胡邀请多国驻以色列外交官员前往以色列南部地区，查看当地遭受袭击的情况。他同时宣称以方已经对袭击忍无可忍。
14日，以色列正式宣布展开云柱行动，对加沙地带展开一系列军事行动。以色列国防部长宣称此次军事行动有3个目的：一是打击加沙地带的火箭弹发射网络；二是打击哈马斯等武装派别；三是减少以色列本土的所受的袭击。
以色列的军事行动代号为“云柱”，该名称源自《圣经》，在其中的出埃及记中，神奇的云柱指引以色列人越过了沙漠并保护他们免受迫害。

## 军事行动

### 11月14日
以色列首次军事行动于14日下午4点（以色列当地时间）开始，目标是清除哈马斯军事领导人艾哈迈德·贾巴里。哈马斯驻黎巴嫩代表奥萨马·哈马丹称，该次袭击使贾巴里及其儿子同时被击毙。以色列国防军公布了这次袭击的影片。

### 11月15日

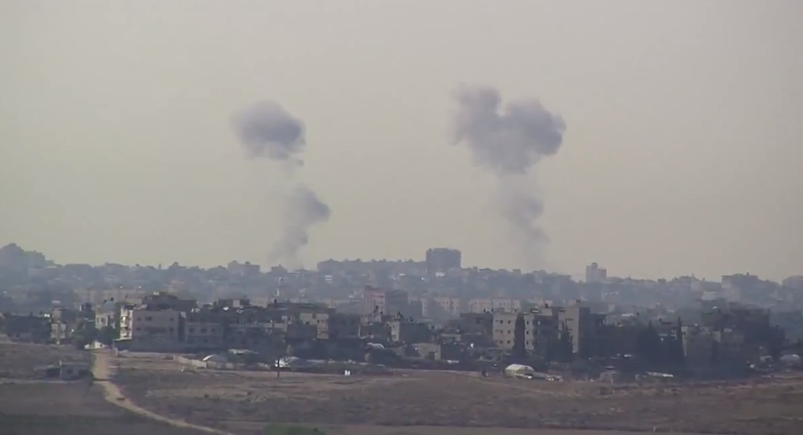
以色列南部城市马拉奇城遭受火箭弹袭击

以色列南部城市马拉奇城的一幢建筑物遭受加沙方面袭击，造成3人死亡。这是以色列展开军事行动以来首例平民死亡事件。

### 11月16日
16日，以色列军事行动进入第3天。上午，哈马斯内政部大楼被以军击中，造成楼体受损。哈马斯方面则展开还击行动，对特拉维夫等地发射火箭弹进行袭击行动。

### 11月17日

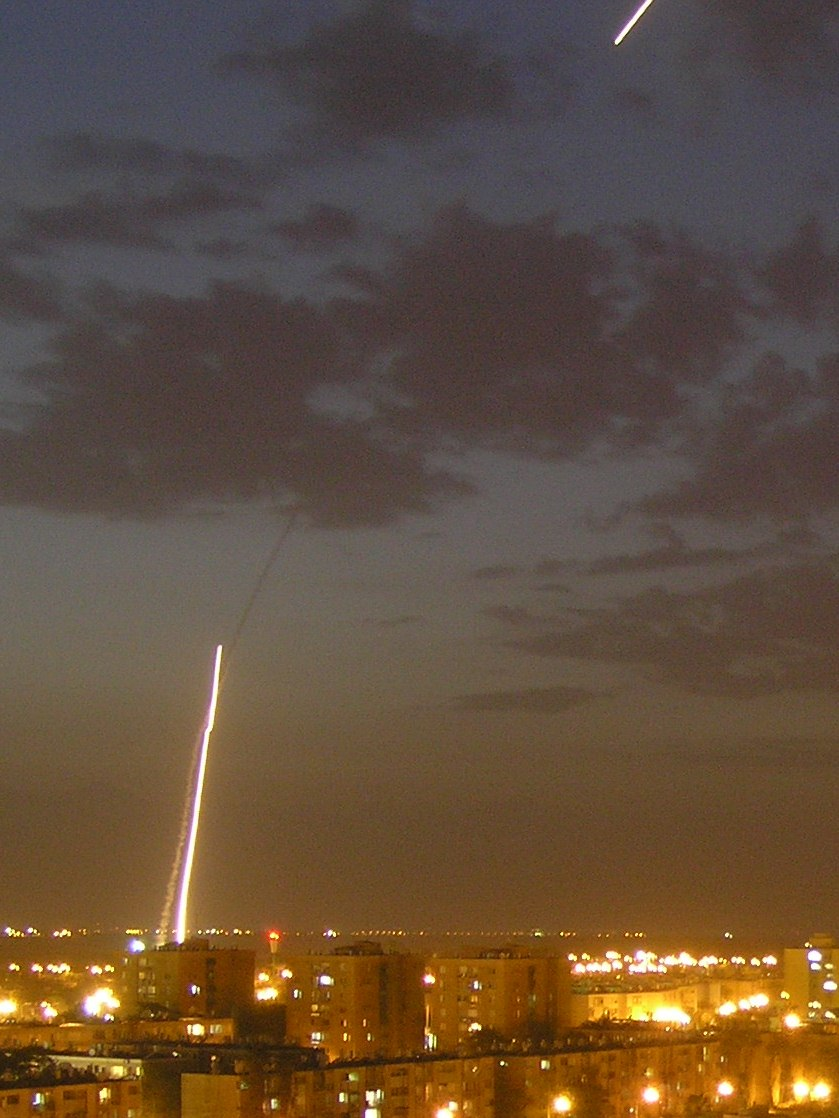
以色列铁穹防御系统正在拦截巴方火箭弹

17日上午，以色列军队对加沙地带实施多达180次的空袭。哈马斯总部大楼同日被以军炸毁；哈马斯方面称，总部大楼遭到以军4次袭击。作为反击，哈马斯向以色列发射了大约500枚火箭弹。

### 11月18日
18日凌晨，以军炮袭了加沙城内哈马斯所属的圣城电视台，造成3人受伤。另外，以军还空袭了加沙地带北部城镇拜特拉希耶，造成1人死亡，15人受伤。

### 11月19日
19日凌晨，以军展开新一轮的空袭，阿巴斯警察总部被摧毁。

### 11月20日
以军在空袭中摧毁了哈马斯所设立的伊斯兰国家银行加沙总部。巴勒斯坦方面则向以色列南部发射了80枚火箭弹。

### 11月21日
在埃及政府斡旋之下，巴以双方宣布停火，停火协议于当地时间21日21点生效。

## 伤亡情况
截止20日，巴勒斯坦方面已有112人死亡，920多人受伤。 根据以色列官方消息，已有3名以色列平民（2名男子及1名孕妇）遇袭身亡。截止11月18日，已有79 名以色列人在火箭弹袭击中受伤。

## 各方反应

### 以色列
在第一天的军事行动中，以色列总理内塔尼亚胡宣称：“今天我们给哈马斯及其他恐怖组织发送了一个强烈的信号，如果必要的话，我们准备扩大军事行动。” 根据以色列《国土报》消息，以色列总统佩雷斯与美国总统贝拉克·奥巴马通了电话，在电话中声称“以色列不想事态扩大，但是最近五天以来，我们遭受了无休止的袭击，母亲跟孩子们在晚上无法安静的入眠。这是以色列所能忍受的极限了。艾哈迈德·贾巴里要为众多恐怖事件负责。”
许多以色列领导人，包括齐皮·利夫尼、谢利·亚奇姆维奇、沙乌勒·莫法兹、纳夫塔里·本内特均支持此次军事行动。尽管如此，左翼的梅雷兹党领导人表示反对此次军事行动。 以色列外交部进入半紧急状态，所有耶路撒冷职员取消了休假。

### 哈马斯
哈马斯发言人法齐·巴尔胡姆声称谋杀贾巴里的行为等同战争行为。11月14日，卡桑旅方面宣称：“行动打开了地狱之门”，并宣告其军事成员“继续抵抗道路”。杰哈德发言人阿布·艾哈迈德也发声明称对贾巴里的行动等同“宣战”。

### 巴勒斯坦民族权力机构
巴勒斯坦官方要求联合国安全理事会采取行动制止以色列在加沙的军事行动。 马哈茂德·阿巴斯停止了欧洲的行程，返回了约旦河西岸。

### 联合国
14日至15日晚间，联合国安理会举行紧急会议，但是并未做任何决定。联合国秘书长潘基文通过电话向以色列总理内塔尼亚胡与埃及总统穆尔西表达对巴以局势的关切。

### 阿拉伯国家
11月14日，叙利亚政府发表声明，称以色列的行动是野蛮的、应该受谴责的犯罪行为，同时呼吁国际社会对以色列施加压力以使以色列停止袭击行动。
11月16日，埃及总统穆罕默德·穆尔西发表声明，称以色列军队在加沙的军事行动是对人权的公然侵犯。埃及总理希沙姆·甘迪勒16日于访问加沙地带，以示声援哈马斯。11月17日，阿盟在开罗召开特别会议讨论巴以问题，并决定在20日派一个代表团前往加沙，以声援巴勒斯坦。

### 美国
美国国务院方面发布了一份新闻稿，新闻稿中声称, "我们强烈谴责加沙方面对以色列南部的一系列火箭弹袭击，同时我们对在持续冲突中伤亡的无辜以色列及巴勒斯坦平民表示哀悼。”该声明对以色列自卫权利表示支持，并敦促以色列方面在军事行动中避免平民伤亡。

### 其他国家
11月15日，中国外交部发言人洪磊在例行记者会上表示，中方对以方的大规模军事行动表示严重关切，谴责任何造成平民伤亡的行为；同时敦促有关方面特别是以方保持克制，避免事态升级。11月18日，伊朗议会发表声明表示强烈谴责以色列的行动。